# IQRF
IQRF és un protocol de comunicacions sense cables via ràdio-freqüència (xarxa sense fil) de tipus propietari (no obert). Està dirigit al sector domèstic (domòtica), edificis terciaris (immòtica), a ciutats (urbòtica: xarxa d'àrea metropolitana) i sector industrial. IQRF és un protocol propietari i destinat a crear xarxes d'àrea personal de baixa potència i baixa velocitat de transmissió de dades. IQRF està de senvolupat per l'empresa IQRF i potenciat per l'organització IQRF Alliance que assegura la interoperativitat. Aquest protocol pot ésser emprat en la Internet de les coses.

## Prestacions
- IQRF és una tecnologia sense fil orientada a commutació de paquets (paquets sincronitzats en el temps similar a la tecnologia de xarxes cel·lulars).[3]
- Utilitza una banda sense llicència ISM: 433 MHz, 868 MHz, 916 MHz.
- Empra una topologia de Xarxa en Malla per a aconseguir un abast més llarg. (hop).
- Baixa potència d'emissió segons normativa del Institut Europeu de Normes de Telecomunicació ETSI 300 220.
- Velocitat de transmissió 19.836 kbit/s.
- Modulació GFSK.
- Fins a 65 000 dispositius amb el sistema operatiu intern, o fins a 240 dispositius amb el programari DPA.
- Potència de sortida fins a 12.5 mW.
- Fins a 240 salts (hops) per paquet.
- Funcionalitat OTA múltiple.
- Disponibilitats de circuits basades en microcontroladors de la casa Microchip. IC emissor-receptor de la casa ST.
- Entorn de desenvolupament IDE programat en llenguatge C.

## Dispositius
Emissors-receptors a data d'octubre del 2017 :
| Referència | Prestacions                                |
| ---------- | ------------------------------------------ |
| TR-72Dx    | 6 Entrades/Sortides, E2PROM sèrie de 32KB  |
| TR-76Dx    | 12 Entrades/Sortides, E2PROM sèrie de 32KB |